# Richèl Hogenkampová
Richèl Hogenkampová (* 16. dubna 1992 Doetinchem) je nizozemská profesionální tenistka. Ve své dosavadní kariéře nevyhrála na okruhu WTA Tour žádný turnaj. V rámci okruhu ITF získala šestnáct titulů ve dvouhře a čtrnáct ve čtyřhře.
Na žebříčku WTA byla ve dvouhře nejvýše klasifikována v červenci 2015 na 115. místě a ve čtyřhře v srpnu 2012 na 147. místě. Trénuje ji Kees Oostrom.
V nizozemském fedcupovém týmu debutovala v roce 2010 utkáním základního bloku 1. skupiny zóny Evropy a Afriky proti Bulharsku, v němž po boku Thyssenové prohrála čtyřhru. Nizozemky přesto zvítězily 2:1 na zápasy. Do září 2022 v soutěži nastoupila k dvaceti čtyřem mezistátním utkáním s bilancí 8–8 ve dvouhře a 8–3 ve čtyřhře.

## Tenisová kariéra
Na okruhu ITF debutovala v červnu 2009, když obdržela divokou kartu do kvalifikace turnaje v nizozemském Apeldoornu. Premiérou na okruhu WTA Tour se stala kvalifikační fáze bastadského Collector Swedish Open 2010, v níž nestačila na Mirjanu Lučićovou.
Na antukovém Gastein Ladies 2012, kde poprvé v kariéře postoupila do hlavní soutěže události WTA, jako kvalifikantka vyřadila nejvýše nasazenou a 27. hráčku světa Julii Görgesovou v prvním kole. Ve druhém však skončila na raketě španělské antukářky Estrelly Cabezaové Candelaové.
Sezónu 2015 rozehrála tříkolovou kvalifikací na novozélandském Hobart International 2015. Poté, co jí skrečovala Patricia Mayrová-Achleitnerová, odstoupila An-Sophie Mestachová a prohrála s ní Číňanka Ču Lin, postoupila do hlavní soutěže. V úvodním kole skončila na raketě Daniely Hantuchové, když nezvládla tiebreakové koncovky obou setů.
Do hlavní soutěže grandslamu se poprvé probojovala na svém oblíbeném turnaji Australian Open 2015, kde v prvním kole podlehla světové čtyřce Petře Kvitové. V závěrečném kole předcházející kvalifikace zdolala Izraelku Šachar Pe'erovou po třísetovém průběhu.

## Soukromý život
Narodila se roku 1992 v nizozemské obci Doetinchem do rodiny obchodníka koní Benna a zaměstnankyně na dráze Jolandy Hogenkampových. Má mladší sestru Sherin Hogenkampovou, která je profesionální žokejkou.
K tenisu ji přivedli prarodiče. Silným úderem je podle jejího vyjádření bekhend.

## Finále na okruhu ITF
| Dotace turnajů okruhu ITF | Dotace turnajů okruhu ITF |
| ------------------------- | ------------------------- |
| 100 000 $ tournaments     | 80 000 $ tournaments      |
| 75 000 $ tournaments      | 60 000 $ tournaments      |
| 50 000 $ tournaments      | 25 000 $ tournaments      |
| 15 000 $ tournaments      | 10 000 $ tournaments      |

### Dvouhra: 26 (16–10)
| Stav       | č.  | datum             | turnaj                              | povrch    | soupeřka ve finále        | výsledek           |
| ---------- | --- | ----------------- | ----------------------------------- | --------- | ------------------------- | ------------------ |
| Vítězka    | 1.  | 21. června 2009   | Alkmaar, Nizozemsko                 | antuka    | Bianca Bottová            | 7–6(7–5), 6–3      |
| Vítězka    | 2.  | 9. srpna 2009     | Rebecq, Belgie                      | antuka    | Constance Sibilleová      | 4–6 6–3 6–4        |
| Vítězka    | 3.  | 30. srpna 2009    | Enschede, Nizozemsko                | antuka    | Angelique van der Meetová | 6–0 6–3            |
| Vítězka    | 4.  | 1. srpna 2010     | Almaty, Kazachstán                  | tvrdý     | Sofia Šapatavová          | 6–2, 6–3           |
| Finalistka | 1.  | 8. listopadu 2010 | Minsk, Bělorusko                    | tvrdý (h) | Lesja Curenková           | 1–6, 6–3, 6–7(2–7) |
| Vítězka    | 5.  | 22. ledna 2012    | Sutton, Velká Británie              | tvrdý     | Amy Bowtellová            | 6–3, 6–2           |
| Vítězka    | 6.  | 2. listopadu 2012 | Istanbul, Turecko                   | tvrdý (h) | Çağla Büyükakçay          | 6–4, 6–3           |
| Vítězka    | 7.  | 5. srpna 2013     | Koksijde, Belgie                    | antuka    | Irena Pavlovicová         | 6–4, 6–1           |
| Finalistka | 2.  | 9. června 2014    | Essen, Německo                      | antuka    | Mandy Minellaová          | 2–6, 6–4, 3–6      |
| Finalistka | 3.  | 30. června 2014   | Versmold, Německo                   | antuka    | Kateryna Kozlovová        | 4–6 7–6 1–6        |
| Finalistka | 4.  | 10. srpna 2014    | Koksijde, Belgie                    | antuka    | Maryna Zanevská           | 1–6, 1–6           |
| Vítězka    | 8.  | 28. září 2013     | Clermont-Ferrand, Francie           | tvrdý     | Julie Coinová             | 6–1, 6–3           |
| Finalistka | 5.  | 13. března 2016   | Puebla, Mexiko                      | tvrdý (h) | Irina Khromachevová       | 3–6, 2–6           |
| Vítězka    | 9.  | 14. srpna 2016    | Koksijde, Belgie                    | antuka    | Océane Dodinová           | 6–3, 4–6, 6–3      |
| Vítězka    | 10. | 1. října 2016     | Clermont-Ferrand, Francie           | tvrdý (h) | Jasmine Paoliniová        | 6–4, 6–2           |
| Finalistka | 6.  | březen 2017       | Croissy-Beaubourg, Francie          | tvrdý (h) | Jekatěrina Alexandrovová  | 2–6, 7–6(3), 3–6   |
| Vítězka    | 11. | duben 2017        | Tunis, Tunisko                      | antuka    | Lina Gjorcheská           | 7–5, 6–4           |
| Vítězka    | 12. | květen 2017       | Saint-Gaudens, Francie              | antuka    | Kristie Ahnová            | 6–2, 6–4           |
| Finalistka | 7.  | srpen 2017        | Lipsko, Německo                     | antuka    | Magdalena Fręchová        | 2–6, 6–7(3)        |
| Finalistka | 8.  | listopad 2017     | Nantes, Francie                     | tvrdý (h) | Kaia Kanepiová            | 3–6, 4–6           |
| Vítězka    | 13. | červenec 2018     | Praha, Česko                        | antuka    | Martina Di Giuseppeová    | 6–4, 6–2           |
| Vítězka    | 14. | srpen 2018        | Koksijde, Belgie                    | antuka    | Miriam Kolodziejová       | 6–4, 6–1           |
| Finalistka | 9.  | červen 2019       | Ystad, Švédsko                      | antuka    | Danka Kovinićová          | 6–2, 3–6, 3–6      |
| Vítězka    | 15. | srpen 2019        | Koksijde, Belgie                    | antuka    | Océane Dodinová           | 4–6, 6–1, 6–4      |
| Vítězka    | 16. | září 2021         | Johannesburg, Jihoafrická republika | tvrdý     | Valeria Bhunuová          | 6–3, 4–6, 6–3      |
| Finalistka | 10. | září 2021         | Johannesburg, Jihoafrická republika | tvrdý     | Alina Čarajevová          | 0–2skreč           |

### Čtyřhra (14 titulů)
| Č.  | datum             | turnaj                     | povrch    | spoluhráčka                  | soupeřky ve finále                          | výsledek             |
| --- | ----------------- | -------------------------- | --------- | ---------------------------- | ------------------------------------------- | -------------------- |
| 1.  | 8. června 2009    | Apeldoorn, Nizozemsko      | antuka    | Nicolette Van Uitertová      | Neda Kozićová Bibiane Schoofsová            | 6–3, 6–7(11–9), 10–8 |
| 2.  | 12. července 2010 | Zwevegem, Belgie           | antuka    | Valeria Savinychová          | Irina Chromačovová Maryna Zanevská          | 6–3,3–6,7–5          |
| 3.  | 27. září 2010     | Helsinky, Finsko           | tvrdý (h) | Kiki Bertensová              | Julia Bejgelzimerová Kristina Mladenovic    | 6–3,7–5              |
| 4.  | 25. července 2011 | Cáceres, Španělsko         | tvrdý     | Maria João Köhlerová         | Victoria Larrièreová Irena Pavlovicová      | 6–4,6–4              |
| 5.  | 7. listopadu 2011 | Benicarló, Španělsko       | antuka    | Inés Ferrer Suárez           | Jekatěrina Ivanovová Aleksandrina Najdenova | 7–6(8–6), 6–4        |
| 6.  | 12. prosince 2011 | Santiago, Chile            | antuka    | Inés Ferrer Suárez           | Mailen Aurouxová María Irigoyenová          | 6–4,3–6,10–5         |
| 7.  | 29. července 2012 | Olomouc, Česko             | antuka    | Inés Ferrer Suárez           | Julia Bejgelzimerová Renata Voráčová        | 6–2, 7–6(7–4)        |
| 8.  | 9. srpna 2014     | Koksijde, Belgie           | antuka    | Ysaline Bonaventure          | Bernarda Peraová Demi Schuursová            | 6–4, 6–4             |
| 9.  | 16. září 2014     | Shrewsbury, Velká Británie | tvrdý (h) | Lesley Kerkhoveová           | Nicola Geuerová Viktorija Golubicová        | 2–6, 7–5, [10–8]     |
| 10. | 27. července 2015 | Sobota, Polsko             | antuka    | Kiki Bertensová              | Cornelia Listerová Jeļena Ostapenková       | 7–6(7–2), 6–4        |
| 11. | 30. července 2016 | Horb am Neckar, Německo    | antuka    | Lesley Kerkhoveová           | Anita Husarićová Olexandra Korašviliová     | 6–1, 7–6(7–2)        |
| 12. | říjen 2019        | İstanbul, Turecko          | tvrdý (h) | Lesley Pattinama Kerkhoveová | Susan Bandecchiová Katarzyna Piterová       | 6–2, 2–6, [10–6]     |
| 13. | březen 2021       | Villa María, Argentina     | antuka    | Valentini Grammatikopoulou   | Victoria Bosiová María Lourdes Carléová     | 6–2, 6–2             |
| 14. | červen 2021       | Staré Splavy, Česko        | antuka    | Valentini Grammatikopoulou   | Amina Anšbová Anastasia Dețiuc              | 6–3, 6–4             |